# Tetragnatha australis
Tetragnatha australis là một loài nhện trong họ Tetragnathidae.
Loài này thuộc chi Tetragnatha. Tetragnatha australis được Cândido Firmino de Mello-Leitão miêu tả năm 1945.